# بطولة أوروبا لكرة الماء 1989
بطولة أوروبا لكرة الماء 1989 كان الموسم الـ 19 من بطولة أوروبا لكرة الماء، وجرت المنافسات في بون  ألمانيا الغربية، ونظمت من قبل الاتحاد الأوروبي للسباحة.

## النتائج
| م       | المنتخب         |
| ------- | --------------- |
| ذهبية   | ألمانيا الغربية |
| فضية    | يوغوسلافيا      |
| برونزية | إيطاليا         |
| 4       | النمسا          |
| 5       | رومانيا         |
| 6       | إسبانيا         |
| 7       | تشيكوسلوفاكيا   |
| 8       | هولندا          |
| 9       | المجر           |
| 10      |                 |